# Jelenov Žleb
Jelenov Žleb – wieś w Słowenii, w gminie Ribnica. W 2018 roku pozostawała niezamieszkana.